# Familie II
|  | Denne artikel er oprettet af botten PalnaBot ud fra en ekstern database. Den kan derfor have sproglige fejl eller mangler. Denne skabelon kan fjernes efter kontrol af indholdet. |

Familie II er en dokumentarfilm fra 1997 instrueret af Marie Rømer Westh efter manuskript af Marie Rømer Westh.

## Handling
Billeder og sekvenser hentet fra familiesammenkomster, weekendbesøg osv. Værket er tænkt som et familieportræt og som et portræt af familieportrættet. Samtidigt vil det formelt søge at forvalte aspekter omkring begreberne familie og beslægtethed. FAMILIE II er et uddrag fra FAMILIE I et installationsprojekt, men er samtidigt et selvstændigt værk.